# K푸드쇼 '맛의 나라'
《K푸드쇼 '맛의 나라' 》는 2023년 9월 10일부터 2023년 11월 5일까지 KBS 2TV에서 방영된 교양 프로그램이다.

## 방송 일시
| 방송 채널 | 방송 기간                         | 방송 시간            |
| --------- | --------------------------------- | -------------------- |
| KBS 2TV   | 2023년 9월 10일 ~ 2023년 11월 5일 | 휴일 밤 9:25 ~ 10:30 |

## 기획 의도
전국 방방곡곡을 누비며 우리 음식의 사계를 최고의 영상미로 담아낸 지금까지는 볼 수 없었던 '스펙터클 푸드 다큐멘터리'

## 출연자
- 허영만
- 류수영
- 미미 (오마이걸)
- 함연지

## 결방
- 2023년 9월 24일 ~ 10월 1일 : 《항저우 아시안 게임》 중계방송으로 인한 결방